# Granskärs Lerharun
Granskärs Lerharun är en ö i Finland. Den ligger i Finska viken och i kommunen Raseborg i den ekonomiska regionen  Raseborg i landskapet Nyland, i den södra delen av landet. Ön ligger omkring 80 kilometer väster om Helsingfors.
Öns area är 1 hektar och dess största längd är 140 meter i öst-västlig riktning. Närmaste större samhälle är Ekenäs, 17,3 km nordväst om Granskärs Lerharun.